# 児玉彦命
児玉彦命（こだまひこのみこと）は、長野県諏訪地方の民間信仰（諏訪信仰）の神。

## 概要

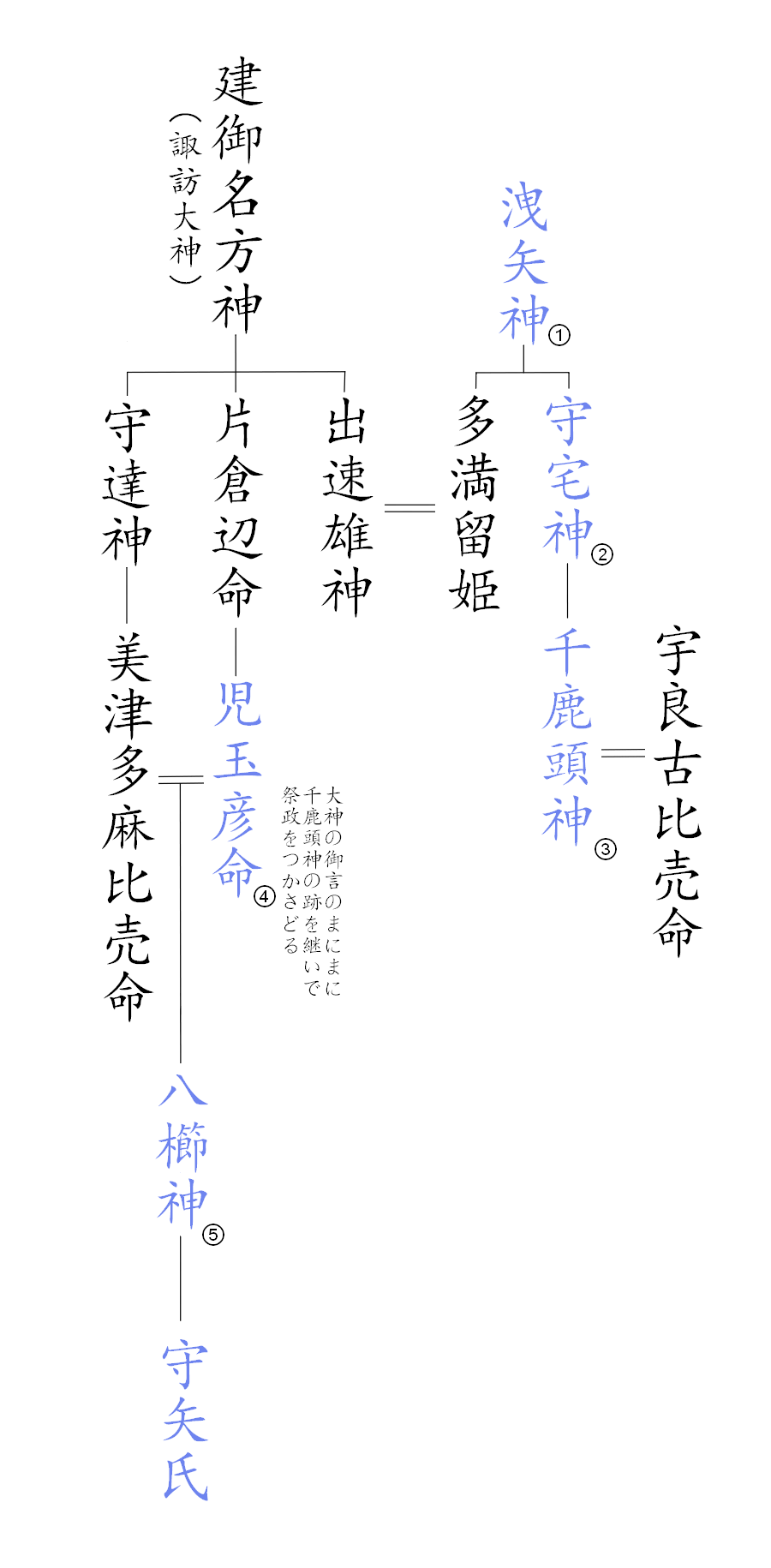
『守矢氏系譜』における守矢氏の最初の五代
（洩矢神から八櫛神まで）

明治時代初期に成立した守矢氏の家系図『神長守矢氏系譜』によれば、
大神御子片倉辺命之御子也、大神之御言之随千鹿頭神之跡乎継弖主祭政、守達神御子美都多麻比売神乎娶弖八櫛神乎生
（大神の御子片倉辺命の御子なり。大神の御言の随に、千鹿頭神の跡を継ぎて祭政を主る。守達神の御子・美都多麻比売神を娶りて、八櫛神を生む。）
とある。このことから守矢氏の系図では児玉彦命を四代目に数えられる。

## 系譜
片倉辺命の子であり、母は明らかでない。后神である守達神の子、美都多麻比売命との間に八櫛神が生まれる。この神は守矢氏の五代目とされる。

## 祀られている神社
- 児玉石神社（長野県諏訪市湯の脇）
- 泰山神社（長野県下伊那郡高森町）